# Walaka
Walaka est une localité du Cameroun située dans le département du Mayo-Tsanaga et la Région de l'Extrême-Nord, à proximité de la frontière avec le Nigeria. Elle fait partie de la commune de Mogodé et du canton de Mogodé rural.

## Population
Lors du recensement de 2005, elle comptait 2 995 habitants.